# Elgar Howarth
Pour les articles homonymes, voir Howarth.
Elgar Howarth, né à Cannock (Staffordshire) le 4 novembre 1935  et mort le 13 janvier 2025, est un musicien classique contemporain britannique, chef d'orchestre, compositeur et trompettiste.

## Biographie
Elgar Howarth, né à Cannock, effectue sa formation musicale dans les années 1950 à l'Université de Manchester et au Royal Manchester College of Music (le prédécesseur du Royal Northern College of Music). Parmi ses camarades figurent Harrison Birtwistle, Alexander Goehr, Peter Maxwell Davies et John Ogdon. Ensemble, ils forment le New Music Manchester, un groupe dédié à la performance de la nouvelle musique.
Il travaille avec tous les principaux orchestres britanniques, ainsi qu'avec des orchestres du monde entier. Il joue les premières mesures du King Priam de Tippett lors de sa première à Coventry en 1962, (dirigeant l'ensemble de l'œuvre des années plus tard pour l'English National Opera). Il dirige de nombreux opéras et crée Le Grand Macabre de György Ligeti à l'Opéra royal de Stockholm en 1978 et quatre opéras de Harrison Birtwistle : The Mask of Orpheus à l'English National Opera (1986), Yan Tan Tethera pour l'Opera Factory (1986), Gawain au Royal Opera House de Londres (1991) et The Second Mrs Kong à Glyndebourne (1994). Il devient chef invité principal d'Opera North de 1985 à 1988 et conseiller musical de la compagnie de 2002 à 2004.
Compositeur et ancien trompettiste, il écrit principalement pour les cuivres. Le trompettiste suédois Håkan Hardenberger crée plusieurs de ses œuvres sur cornet, notamment son concerto pour cornet et brass band ainsi que Canto et Capriccio. Il écrit des arrangements tels que Le Carnaval de Venise Variations pour ensemble de cuivres et la pièce de Modeste Moussorgski, Pictures at an Exhibition, arrangée pour ensemble de cuivres et plus tard pour brass band. Le compositeur Roy Newsome fait remarquer que « l'interprétation magistrale de Howarth des Tableaux d'une Exposition de Mussorgsky (1979) a éclipsé toutes les transcriptions précédentes ».
Elgar Howarth grandit dans une famille de musiciens de fanfare de l'Armée du Salut, et maintient son intérêt pour la forme artistique. Elgar Howarth a apporté une énorme contribution au répertoire moderne de la musique des fanfares. Beaucoup de ses œuvres sont enregistrées, notamment par le Grimethorpe Colliery Band et le groupe Eikanger-Bjørsvik. Il est également l'un des trompettistes qui a joué avec les Beatles sur la chanson Magical Mystery Tour.
Un certain nombre d'exemplaires personnels des œuvres qu'il a dirigées (dont certaines annotations) sont catalogués  à l'École de musique de l'Université d'East Anglia. Sa musique est éditée chez Chester Music, Novello, BIM, Studio Music, Roshill music et Winwood music.
Il a été l'arrangeur du Philip Jones Brass Ensemble. Ces arrangements majeurs pour le groupe sont : Les tableaux d'une exposition de Moussorgski, The Battel de Byrd, Water Music suite en Fa de Haendel, Musique des feux d'artifice de Haendel, ainsi que de très nombreuses pièces de Farnaby, Gibbons, Henry VIII, Bull, Ferabosco.